# Plužna (naprava)
Plužna, (v Slov. goricah tudi plužnice) je priprava z dvema kolesoma na katero se pripne plug pri oranju.